# Saison 1980-1981 des Celtics de Boston
La saison 1980-1981 des Celtics de Boston est la 35e saison de basket-ball de la franchise américaine de la National Basketball Association (généralement désignée par le sigle NBA).
Les Celtics jouent toutes leurs rencontres à domicile au Boston Garden et au Hartford Civic Center. Entraînée par Bill Fitch, l'équipe termine la saison régulière première de la division Atlantique et de la Conférence Est.
Les Celtics gagnent leur 14e titre NBA en battant en finale les Rockets de Houston quatre victoires à deux.

## Draft
| Tour | Choix | Joueur            | Poste | Nationalité | Provenance        |
| ---- | ----- | ----------------- | ----- | ----------- | ----------------- |
| 1    | 1     | Joe Barry Carroll | C     | États-Unis  | Purdue            |
| 1    | 13    | Rickey Brown      | C     | États-Unis  | Mississippi State |

## Classements de la saison régulière
| Conférence Est | Conférence Est         | Conférence Est | Conférence Est | Conférence Est |
| No             | Franchise              | Vic.           | Déf.           | PCT            |
| -------------- | ---------------------- | -------------- | -------------- | -------------- |
| 1              | Celtics de Boston      | 62             | 20             | 75.6           |
| 2              | Bucks de Milwaukee     | 60             | 22             | 73.2           |
| 3              | 76ers de Philadelphie  | 62             | 20             | 75.6           |
| 4              | Knicks de New York     | 50             | 32             | 61.0           |
| 5              | Bulls de Chicago       | 45             | 57             | 54.9           |
| 6              | Pacers de l'Indiana    | 44             | 38             | 53.7           |
|                |                        |                |                |                |
| 7              | Bullets de Washington  | 39             | 43             | 47.6           |
| 8              | Hawks d'Atlanta        | 31             | 51             | 37.8           |
| 9              | Cavaliers de Cleveland | 28             | 54             | 34.1           |
| 10             | Nets du New Jersey     | 24             | 58             | 29.3           |
| 11             | Pistons de Détroit     | 21             | 61             | 25.6           |

| Division Atlantique   | V  | D  | PCT  | GB |
| --------------------- | -- | -- | ---- | -- |
| Celtics de Boston     | 62 | 20 | 75.6 | -  |
| 76ers de Philadelphie | 62 | 20 | 75.6 | -  |
| Knicks de New York    | 50 | 32 | 61.0 | 12 |
| Bullets de Washington | 39 | 43 | 47.6 | 23 |
| Nets du New Jersey    | 24 | 58 | 29.3 | 38 |

## Effectif
| Effectif des Celtics de Boston 1980-1981 |
| --- |
| 00 Robert Parish • 7 Nate Archibald • 20 Wayne Kreklow • 30 M.L. Carr • 31 Cedric Maxwell • 32 Kevin McHale • 33 Larry Bird • 40 Terry Duerod • 42 Chris Ford • 43 Gerald Henderson • 45 Eric Fernsten • 53 Rick RobeyEntraîneur : Bill Fitch |

## Campagne de playoffs

### Demi-finale de conférence
(1) Celtics de Boston vs. (5) Bulls de Chicago : Boston remporte la série 4-0
- Game 1 @ Boston (5 avril) : Boston 121 - 109 Chicago
- Game 2 @ Boston (7 avril) : Boston 106 - 97 Chicago
- Game 3 @ Chicago (10 avril) : Boston 113 - 107 Chicago
- Game 4 @ Chicago (12 avril) : Boston 109 - 103 Chicago

### Finale de conférence
(1) Celtics de Boston vs. (3) 76ers de Philadelphie : Boston remporte la série 4-3
- Game 1 @ Boston (21 avril) : Philadelphie 105 - 104 Boston
- Game 2 @ Boston (22 avril) : Boston 118 - 99 Philadelphie
- Game 3 @ Philadelphie (24 avril) : Philadelphie 110 - 100 Boston
- Game 4 @ Philadelphie (26 avril) : Philadelphie 107 - 105 Boston
- Game 5 @ Boston (29 avril) : Boston 111 - 109 Philadelphie
- Game 6 @ Philadelphie (1er mai) : Boston 100 - 98 Philadelphie
- Game 7 @ Boston (3 mai) : Boston 91 - 90 Philadelphie

### Finales NBA
(E1) Celtics de Boston vs. (W6) Rockets de Houston : Boston remporte la série 4-2

#### Match 1
| 5 mai 1981 | Rapport | Rockets de Houston 95, Celtics de Boston 98        | Rockets de Houston 95, Celtics de Boston 98 | Rockets de Houston 95, Celtics de Boston 98 |  | Boston Garden, Boston Affluence : 15 320 Arbitres : No. 10 Darell Garretson No. 9 John Vanak | CBS |
| 5 mai 1981 | Rapport | Score par quart-temps : 29–24, 28–27, 24–25, 14–22 |                                             |                                             |  | Boston Garden, Boston Affluence : 15 320 Arbitres : No. 10 Darell Garretson No. 9 John Vanak | CBS |
| 5 mai 1981 | Rapport | Robert Reid 27 Moses Malone 15 Mike Dunleavy Sr. 7 | Points Rebonds Passes d.                    | Larry Bird 18 Larry Bird 21 Larry Bird 9    |  | Boston Garden, Boston Affluence : 15 320 Arbitres : No. 10 Darell Garretson No. 9 John Vanak | CBS |
| 5 mai 1981 | Rapport | Boston mène la série 1 à 0                         |                                             |                                             |  | Boston Garden, Boston Affluence : 15 320 Arbitres : No. 10 Darell Garretson No. 9 John Vanak | CBS |

Houston entre dans cette série avec un passif d'une douzaine de défaites face aux Celtics. Mais Moses Malone, qui tourne en moyenne à près de 28 points et 15 rebonds par match dans la saison pense que les Rockets peuvent gagner.
Houston mène 57-51 à la mi-temps. Grâce à un grand Larry Bird les Celtics arrachent la victoire. Bird finit avec 18 points, 21 rebonds et neuf passes. Malone prend 15 rebonds mais ne marque que 13 points.
La foule est en liesse pour Bird, avec le directeur général Red Auerbach qui conduit les acclamations. Bill Russell, qui commente le match pour CBS regarde incrédule.
« Larry est en mesure de faire le jeu », déclare Russell, « parce que non seulement il sait où le ballon va atterrir, il sait qu'il sait ».

#### Match 2
| 7 mai 1981 | Rapport | Rockets de Houston 92, Celtics de Boston 90        | Rockets de Houston 92, Celtics de Boston 90 | Rockets de Houston 92, Celtics de Boston 90        |  | Boston Garden, Boston Affluence : 15 320 Arbitres : No. 11 Jake O'Donnell No. 4 Ed T. Rush | CBS |
| 7 mai 1981 | Rapport | Score par quart-temps : 22–26, 23–23, 23–19, 24–22 |                                             |                                                    |  | Boston Garden, Boston Affluence : 15 320 Arbitres : No. 11 Jake O'Donnell No. 4 Ed T. Rush | CBS |
| 7 mai 1981 | Rapport | Moses Malone 31 Moses Malone 15 3 joueurs à 3      | Points Rebonds Passes d.                    | Larry Bird 19 Larry Bird 21 Archibald, Henderson 4 |  | Boston Garden, Boston Affluence : 15 320 Arbitres : No. 11 Jake O'Donnell No. 4 Ed T. Rush | CBS |
| 7 mai 1981 | Rapport | Égalité dans la série 1 à 1                        |                                             |                                                    |  | Boston Garden, Boston Affluence : 15 320 Arbitres : No. 11 Jake O'Donnell No. 4 Ed T. Rush | CBS |

Malone est le meilleur marqueur inscrivant 31 points et prenant 15 rebonds. Bill Willoughby ajoute 14 points, étant entré pour le banc pour compenser les mauvais tirs de Robert Reid (0 pour 7) et Calvin Murphy (4 pour 13). C'est l'arrière Allen Leavell qui marque le dernier panier donnant la victoire aux Rockets 92-90. Bird est encore le meilleur des Celtics avec 19 points et 21 rebonds.

#### Match 3
| 9 mai 1981 | Rapport | Celtics de Boston 94, Rockets de Houston 71        | Celtics de Boston 94, Rockets de Houston 71 | Celtics de Boston 94, Rockets de Houston 71   |  | Compaq Center, Houston Affluence : 16 121 Arbitres : No. 9 John Vanak No. 12 Earl Strom | CBS |
| 9 mai 1981 | Rapport | Score par quart-temps : 21–17, 20–13, 24–18, 29–23 |                                             |                                               |  | Compaq Center, Houston Affluence : 16 121 Arbitres : No. 9 John Vanak No. 12 Earl Strom | CBS |
| 9 mai 1981 | Rapport | Cedric Maxwell 19 Larry Bird 13 Larry Bird 10      | Points Rebonds Passes d.                    | Moses Malone 23 Moses Malone 15 3 joueurs à 2 |  | Compaq Center, Houston Affluence : 16 121 Arbitres : No. 9 John Vanak No. 12 Earl Strom | CBS |
| 9 mai 1981 | Rapport | Boston mène la série 2 à 1                         |                                             |                                               |  | Compaq Center, Houston Affluence : 16 121 Arbitres : No. 9 John Vanak No. 12 Earl Strom | CBS |

Robert Reid, a muselé Larry Bird le maintenant à trois paniers et huit points. Mais, Cedric Maxwell (19 points) et cinq de ses équipiers marquent plus de 10 points. Les Celtics jouant une grosse défense en maintenant les Rockets à 71 points, le score le plus bas pour une équipe de la NBA dans un match de finale depuis les Nationals de Syracuse qui avaient également marqué 71 dans la finale NBA 1955.

#### Match 4
| 10 mai 1981 | Rapport | Celtics de Boston 86, Rockets de Houston 91        | Celtics de Boston 86, Rockets de Houston 91 | Celtics de Boston 86, Rockets de Houston 91          |  | Compaq Center, Houston Affluence : 16 121 Arbitres : No. 10 Darell Garretson No. 4 Ed T. Rush | CBS |
| 10 mai 1981 | Rapport | Score par quart-temps : 26–26, 24–24, 17–25, 19–16 |                                             |                                                      |  | Compaq Center, Houston Affluence : 16 121 Arbitres : No. 10 Darell Garretson No. 4 Ed T. Rush | CBS |
| 10 mai 1981 | Rapport | Cedric Maxwell 24 Cedric Maxwell14 Larry Bird 7    | Points Rebonds Passes d.                    | Mike Dunleavy Sr. 28 Moses Malone 22 Tom Henderson 9 |  | Compaq Center, Houston Affluence : 16 121 Arbitres : No. 10 Darell Garretson No. 4 Ed T. Rush | CBS |
| 10 mai 1981 | Rapport | Égalité dans la série 2 à 2                        |                                             |                                                      |  | Compaq Center, Houston Affluence : 16 121 Arbitres : No. 10 Darell Garretson No. 4 Ed T. Rush | CBS |

Reid poursuit sa défense hermétique sur Bird, le tenant à huit points, tout en marquant 19 lui-même. La star de ce match est Mike Dunleavy Sr. avec 28 points. Malone ajoute 24 points et 22 rebonds et les Rockets égalisent dans la série.

#### Match 5
| 12 mai 1981 | Rapport | Rockets de Houston 80, Celtics de Boston 109       | Rockets de Houston 80, Celtics de Boston 109 | Rockets de Houston 80, Celtics de Boston 109     |  | Boston Garden, Boston Affluence : 15 320 Arbitres : No. 12 Earl Strom No. 22 Paul Mihalik | CBS |
| 12 mai 1981 | Rapport | Score par quart-temps : 19–34, 18–25, 18–18, 25–32 |                                              |                                                  |  | Boston Garden, Boston Affluence : 15 320 Arbitres : No. 12 Earl Strom No. 22 Paul Mihalik | CBS |
| 12 mai 1981 | Rapport | Moses Malone 20 Moses Malone 15 Allen Leavell 6    | Points Rebonds Passes d.                     | Cedric Maxwell 28 Cedric Maxwell 15 Larry Bird 8 |  | Boston Garden, Boston Affluence : 15 320 Arbitres : No. 12 Earl Strom No. 22 Paul Mihalik | CBS |
| 12 mai 1981 | Rapport | Boston mène la série 3 à 2                         |                                              |                                                  |  | Boston Garden, Boston Affluence : 15 320 Arbitres : No. 12 Earl Strom No. 22 Paul Mihalik | CBS |

Comme Bird a encore du mal offensivement, Cedric Maxwell assume la charge, marquant 28 points et 15 rebonds permettant aux Celtics de mener durant tout le match et de gagner 109-80.

#### Match 6
| 14 mai 1981 | Rapport | Celtics de Boston 102, Rockets de Houston 91       | Celtics de Boston 102, Rockets de Houston 91 | Celtics de Boston 102, Rockets de Houston 91     |  | Compaq Center, Houston Affluence : 16 121 Arbitres : No. 11 Jake O'Donnell No. 14 Jack Madden | CBS |
| 14 mai 1981 | Rapport | Score par quart-temps : 25–24, 28–23, 29–20, 20–24 |                                              |                                                  |  | Compaq Center, Houston Affluence : 16 121 Arbitres : No. 11 Jake O'Donnell No. 14 Jack Madden | CBS |
| 14 mai 1981 | Rapport | Larry Bird 26 Larry Bird 13 Nate Archibald 12      | Points Rebonds Passes d.                     | Robert Reid 27 Moses Malone 16 Henderson, Reid 5 |  | Compaq Center, Houston Affluence : 16 121 Arbitres : No. 11 Jake O'Donnell No. 14 Jack Madden | CBS |
| 14 mai 1981 | Rapport | Boston gagne la série 4 à 2                        |                                              |                                                  |  | Compaq Center, Houston Affluence : 16 121 Arbitres : No. 11 Jake O'Donnell No. 14 Jack Madden | CBS |

## Statistiques

### Saison régulière
| Joueur           | MJ | MC | MPG  | FG%  | 3P%  | FT%  | RPG  | APG | SPG | BPG | PPG  |
| ---------------- | -- | -- | ---- | ---- | ---- | ---- | ---- | --- | --- | --- | ---- |
| Nate Archibald   | 80 | 72 | 35.3 | .499 | .000 | .816 | 2.2  | 7.7 | 0.9 | 0.2 | 13.8 |
| Larry Bird       | 82 | 82 | 39.5 | .478 | .270 | .863 | 10.9 | 5.5 | 2.0 | 0.8 | 21.2 |
| M.L. Carr        | 41 | 7  | 16.0 | .449 | .071 | .791 | 2.0  | 1.4 | 0.7 | 0.4 | 6.0  |
| Terry Duerod     | 32 | 0  | 3.6  | .411 | .600 | .929 | 0.2  | 0.2 | 0.2 | 0.0 | 2.5  |
| Eric Fernsten    | 45 | 0  | 6.2  | .481 |      | .667 | 1.4  | 0.2 | 0.1 | 0.2 | 2.1  |
| Chris Ford       | 82 | 75 | 33.2 | .444 | .330 | .736 | 2.0  | 3.6 | 1.2 | 0.3 | 8.9  |
| Gerald Henderson | 82 | 10 | 19.6 | .451 | .063 | .720 | 1.6  | 2.6 | 1.0 | 0.1 | 7.8  |
| Wayne Kreklow    | 25 | 0  | 4.0  | .234 | .250 | .700 | 0.5  | 0.4 | 0.1 | 0.0 | 1.2  |
| Cedric Maxwell   | 81 | 81 | 33.7 | .588 | .000 | .782 | 6.5  | 2.7 | 1.0 | 0.8 | 15.2 |
| Kevin McHale     | 82 | 1  | 20.1 | .533 | .000 | .679 | 4.4  | 0.7 | 0.3 | 1.8 | 10.0 |
| Robert Parish    | 82 | 78 | 28.0 | .545 | .000 | .710 | 9.5  | 1.8 | 1.0 | 2.6 | 18.9 |
| Rick Robey       | 82 | 4  | 19.1 | .545 | .000 | .574 | 4.8  | 1.5 | 0.5 | 0.2 | 9.0  |

### Playoffs
| Joueur           | MJ | MC | MPG  | FG%  | 3P%  | FT%  | RPG  | APG | SPG | BPG | PPG  |
| ---------------- | -- | -- | ---- | ---- | ---- | ---- | ---- | --- | --- | --- | ---- |
| Nate Archibald   | 17 |    | 37.1 | .450 | .000 | .809 | 1.6  | 6.3 | 0.8 | 0.0 | 15.6 |
| Larry Bird       | 17 |    | 44.1 | .470 | .375 | .894 | 14.0 | 6.1 | 2.3 | 1.0 | 21.9 |
| M.L. Carr        | 17 |    | 16.9 | .416 | .000 | .750 | 1.5  | 0.8 | 0.6 | 0.4 | 6.0  |
| Terry Duerod     | 10 |    | 1.2  | .400 | .000 |      | 0.0  | 0.0 | 0.1 | 0.0 | 0.8  |
| Eric Fernsten    | 8  |    | 1.8  | .000 |      | .667 | 0.5  | 0.1 | 0.1 | 0.0 | 0.3  |
| Chris Ford       | 17 |    | 29.8 | .452 | .280 | .600 | 2.6  | 2.7 | 0.8 | 0.1 | 9.1  |
| Gerald Henderson | 16 |    | 14.3 | .477 | .000 | .833 | 1.6  | 1.6 | 0.6 | 0.2 | 5.8  |
| Cedric Maxwell   | 17 |    | 35.2 | .580 |      | .818 | 7.4  | 2.7 | 0.7 | 0.9 | 16.1 |
| Kevin McHale     | 17 |    | 17.4 | .540 |      | .639 | 3.5  | 0.8 | 0.2 | 1.5 | 8.5  |
| Robert Parish    | 17 |    | 28.9 | .493 |      | .672 | 8.6  | 1.1 | 1.2 | 2.3 | 15.0 |
| Rick Robey       | 17 |    | 15.6 | .432 |      | .457 | 3.5  | 0.7 | 0.1 | 0.3 | 5.1  |

## Récompenses
- Cedric Maxwell, MVP des Finales
- Larry Bird, All-NBA First Team
- Nate Archibald, All-NBA Second Team
- Kevin McHale, NBA All-Rookie Team